# Bentley Brooklands
Bentley Brooklands är en personbil, tillverkad av den brittiska biltillverkaren Bentley.
Bentleys gran turismo började levereras till kund i början av 2008. Tillverkningen avslutades 2011 efter 550 exemplar.
Den klassiska turboladdade V8:an, som räknar sina anor tillbaka till 1959 års Bentley S-type, har trimmats till nya toppnivåer.